# Flusso di ghiaccio Williams
Il flusso di ghiaccio Williams è un flusso glaciale situato sulla costa di Bryan, all'estremità orientale della Terra di Ellsworth, in Antartide. Lungo circa 24 km, il flusso Williams si estende partendo dall'Altopiano Antartico per poi andare ad alimentare la piattaforma glaciale Venable, fluendo in particolare nella sua parte occidentale, a ovest del flusso glaciale Wiesnet e a est della penisola Fletcher.

## Storia
Il flusso glaciale Williams è stato mappato dallo United States Geological Survey (USGS) grazie a fotografie aeree scattate dalla marina militare statunitense tra il 1961 e il 1966, e nel 2003 è stato così battezzato dal Comitato consultivo dei nomi antartici in onore di Richard S. Williams, Jr., un geologo dell'USGS che fu una vera e propria autorità nell'utilizzo delle immagini aeree e satellitari atto a indagare sui processi geoformologici e sulle fluttuazioni dell'estensione dei ghiacciai, in particolare di quelli antartici e islandesi.